# Poids-de-Fiole
Poids-de-Fiole – miejscowość i gmina we Francji, w regionie Burgundia-Franche-Comté, w departamencie Jura.
Według danych na rok 1999 gminę zamieszkiwało 249 osób, a gęstość zaludnienia wynosiła 38 osób/km² (wśród 1786 gmin Franche-Comté Poids-de-Fiole plasuje się na 475. miejscu pod względem liczby ludności, natomiast pod względem powierzchni na miejscu 680.).